# North American YF-93
!
- Crew: 1
- Length: 44 ft 1 in (13.44 m)
- Wingspan: 38 ft 9 in (11.81 m)
- Height: 15 ft 8 in (4.78 m)
- Wing area: 306 sq ft (28.4 m2)
- Empty weight: 14,035 lb (6,366 kg)
- Gross weight: 21,610 lb (9,802 kg)
- Max takeoff weight: 26,516 lb (12,027 kg)
- Powerplant: 1 × Pratt & Whitney J48-P-6 turbojet, 6,000 lbf (27 kN) thrust dry, 8,750 lbf (38.9 kN) with afterburner

Performance
- Maximum speed: 708 mph (1,139 km/h, 615 kn) at sea level, 622 mph (1,001 km/h; 541 kn) at 35,000 ft (11,000 m)
- Cruise speed: 534 mph (859 km/h, 464 kn)
- Range: 1,967 mi (3,166 km, 1,709 nmi)
- Service ceiling: 46,800 ft (14,300 m)
- Rate of climb: 11,960 ft/min (60.8 m/s)

Armament
- Guns: 6× 20mm M24 cannon (proposed, not fitted to the prototypes)

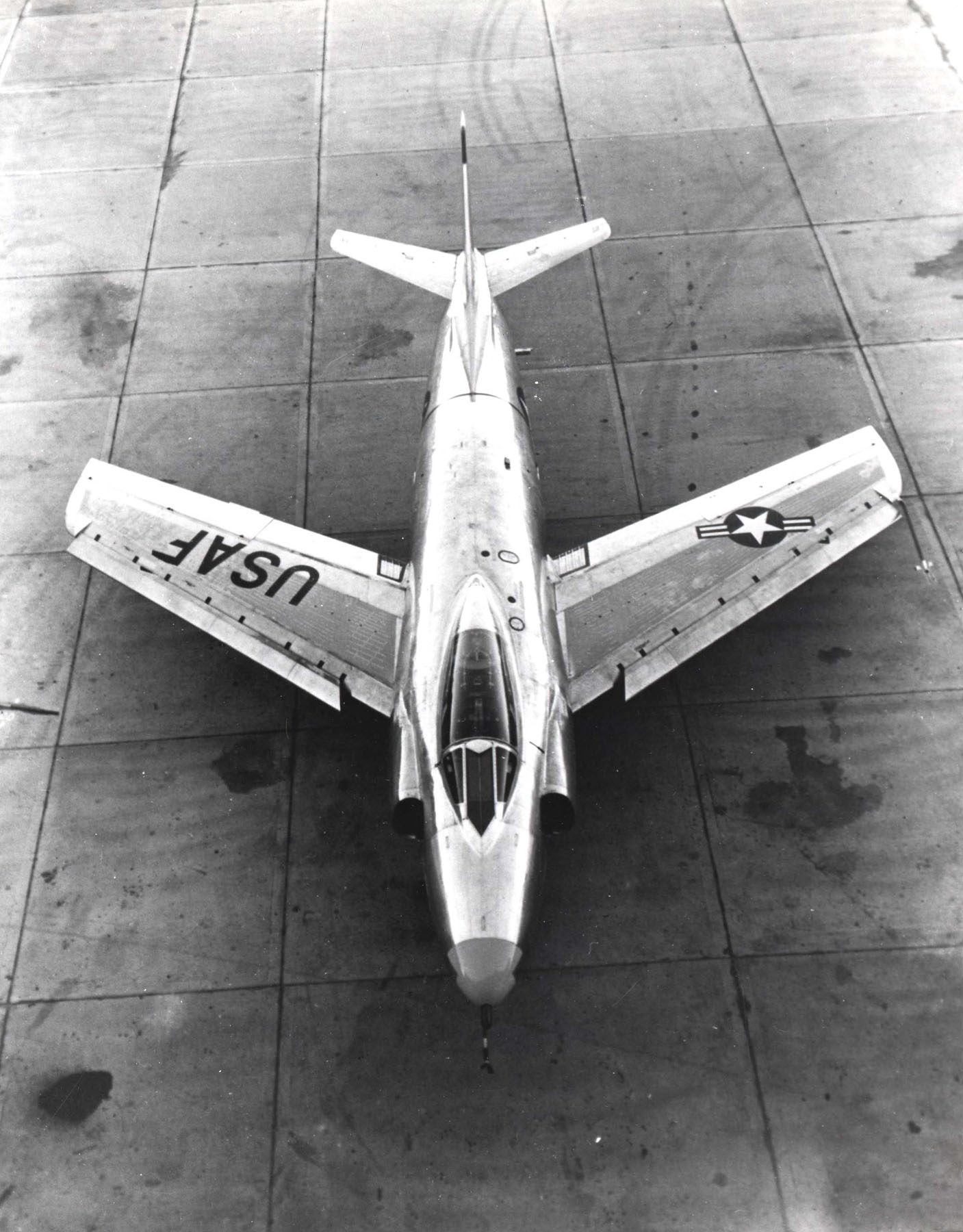
Вид зверху на 48-317, перший YF-93A, після встановлення звичайних забірників

Північноамериканський YF-93 був розвитком американського винищувача F-86 Sabre, який з'явився як радикально інший варіант і отримав власне позначення. Два були побудовані та літали до того, як проект був остаточно скасований.

## Дизайн і розробка
У 1947 році північноамериканська авіація почала конструкторське дослідження NA-157, щоб створити справжній « винищувач проникнення », який відповідатиме вимогам дальньої версії F-86A Sabre. Для того, щоб вмістити більше палива, було передбачено набагато більший F-86A, який зрештою зможе перевозити 1 961 галон США (7 420 л), як всередині, так і з двома 200-сухих-галонів-США (760 л) підкрилові резервуари. Новий варіант мав теоретичний запас ходу без дозаправки понад 2 000 морська миля (2 300 миля; 3 700 км), що вдвічі більше, ніж у F-86A стандартного виробництва. Отриманий винищувач, спочатку позначений F-86C, мав конкурувати з XF-88 Voodoo та Lockheed XF-90, щоб виконати вимоги ВПС США щодо винищувачів проникнення для супроводу бомбардувальників.
F-86C був набагато більшим і важчим, важив 10 640 фунт (4 830 кг) більше, ніж його попередник. Збільшення ваги та обхвату призвело до необхідності двоколісного основного шасі, збільшеної площі крила та більш потужного двигуна, Pratt &amp; Whitney J48 з номінальною потужністю 6 250 фунтс (27,8 кН) статична тяга і 8 750 фунтс (38,9 кН) тяга, наявна в форсажній камері. З пошуковим радаром SCR-720 і шістьма 20 мм (0,79 в) гармату, встановлену в носовій частині F-86A, де був повітрозабірник, інженери розробили новий набір впускних отворів NACA, встановлених урівень.
У грудні 1947 року ВПС замовили два прототипи NA-157 і, враховуючи численні зміни в F-86, перейменували його в YF-93A . Обидва прототипи були побудовані з вхідними трубами NACA; перший, (48-317), пізніше був модернізований з більш звичайними впускними отворами. Через шість місяців початковий контракт супроводжувався замовленням на 118 F-93A-NA. У 1949 році замовлення на виробництво було раптово скасовано, оскільки пріоритети різко змінилися після випробувань революційного Boeing B-47, якому, як вважають, не потрібен був супровід через його високу швидкість. Оскільки прототип YF-93As щойно зійшов з конвеєра, ВПС США взялися за проект.

## Операційна історія

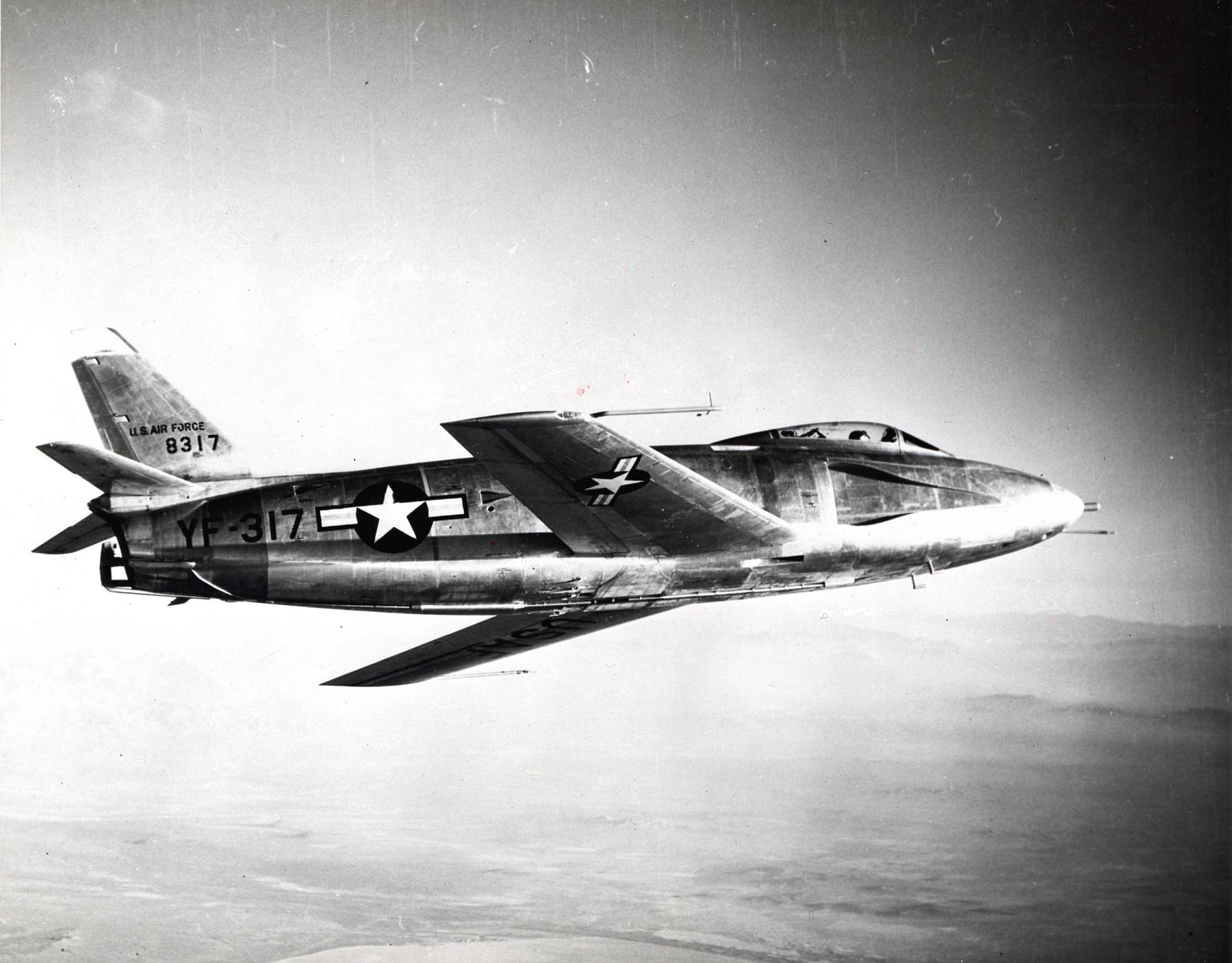
Перший YF-93 в польоті

Прототипи, серійні номери 48-317 і -318, почали льотні випробування в 1950 році і були включені в зліт проти інших проектів винищувачів проникнення, XF-88 і XF-90 ; переможцем було оголошено XF-88 Voodoo. Жоден із проектів не буде замовлений. YF-93A були передані Національному консультативному комітету з аеронавтики (NACA) AMES для подальших випробувань, перш ніж використовуватися як літаки-переслідувачі до 1956 року. Політ із повітроводами NACA виявився складним на великих кутах атаки, обмежуючи потік повітря до двигунів. Дослідницький меморандум NACA A7I06 «Експериментальне дослідження занурених повітрозабірників NACA у моделі винищувача в масштабі 1/5», Дональд Е. Голт, грудень 1947 р. (зі сховища Кренфілд) </link> До цього часу, однак, були доступні літаки з більш високими характеристиками, і обидва літаки врешті-решт були оголошені надлишковими та списані.

## Оператори
США
- ВПС США

## Варіанти
F-86C
Оригінальне позначення варіанта F-86A з оновленим двигуном, два побудованих.
YF-93A
Два прототипи F-86C змінено,
F-93A
Виробничий варіант, замовлення на 118 скасовано.

## Технічні характеристики (YF-93A)

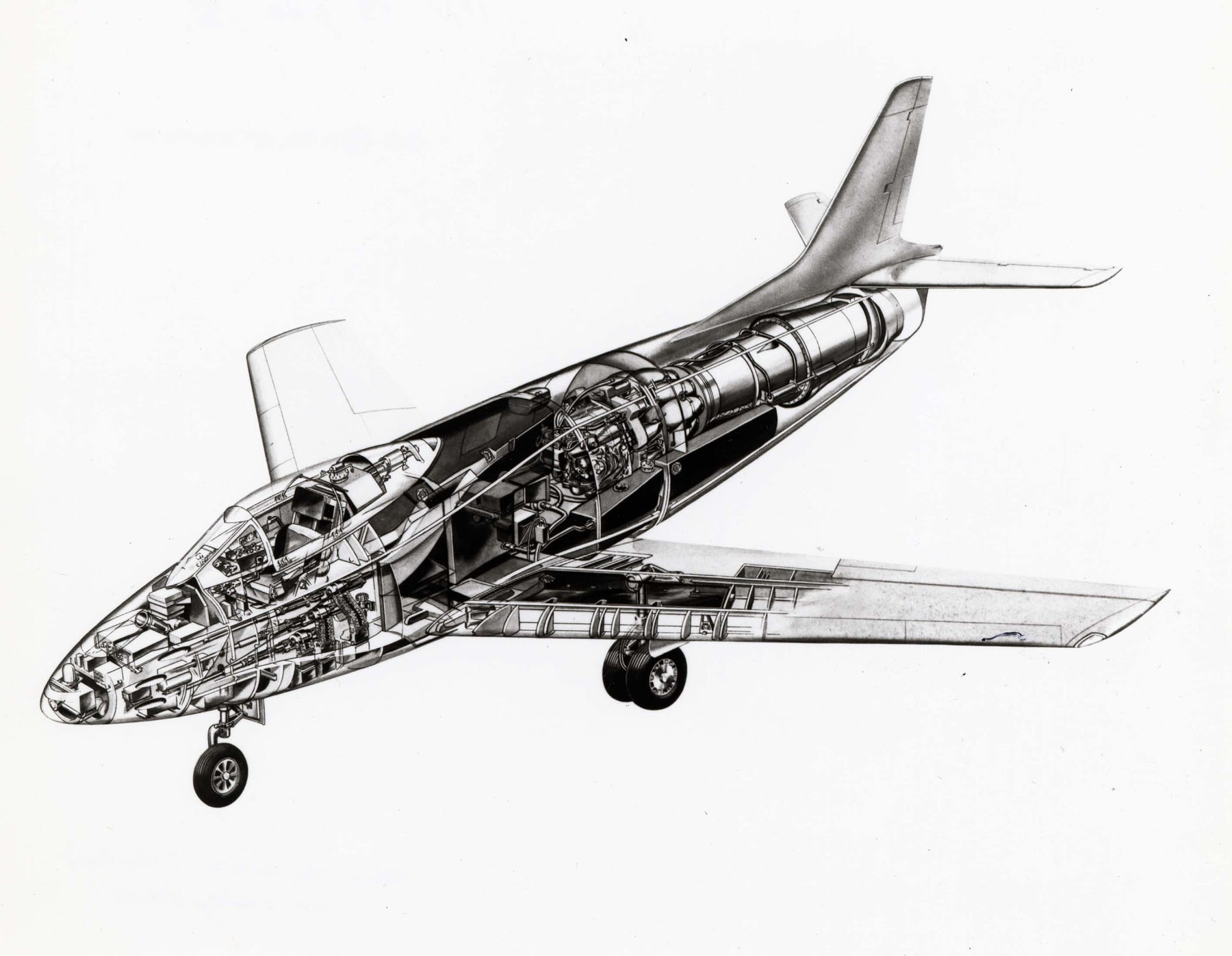
Вирізне зображення YF-93A.

- North American F-86 Sabre

## зовнішні посилання
Шаблон:F-86 Sabre family
- Національний музей ВПС США: інформаційна довідка про північноамериканський YF-93A
- F-86C/YF-93 "Сейбр"
- Північноамериканський F-86C/YF-93A
- AMERICAN NOTEBOOK – Derby Entrant – звіт про YF-93 – Архів польотів, 18 травня 1950 р.

Шаблон:USAF fighters